# Sleeman Sports Complex
Le Sleeman Sports Complex (anciennement connu sous le nom de Sleeman Centre) est un complexe sportif et de divertissement situé à Brisbane, en Australie.
Situé sur Old Cleveland Road (en) dans la banlieue de Chandler (en), le centre se trouve à quinze kilomètres à l'est du centre d'affaires de Brisbane et abrite un centre aquatique, un vélodrome, une arène sportive, une salle d'entraînement de gymnastique, un gymnase et un auditorium.
Il devrait accueillir des épreuves des Jeux olympiques d'été de 2032.

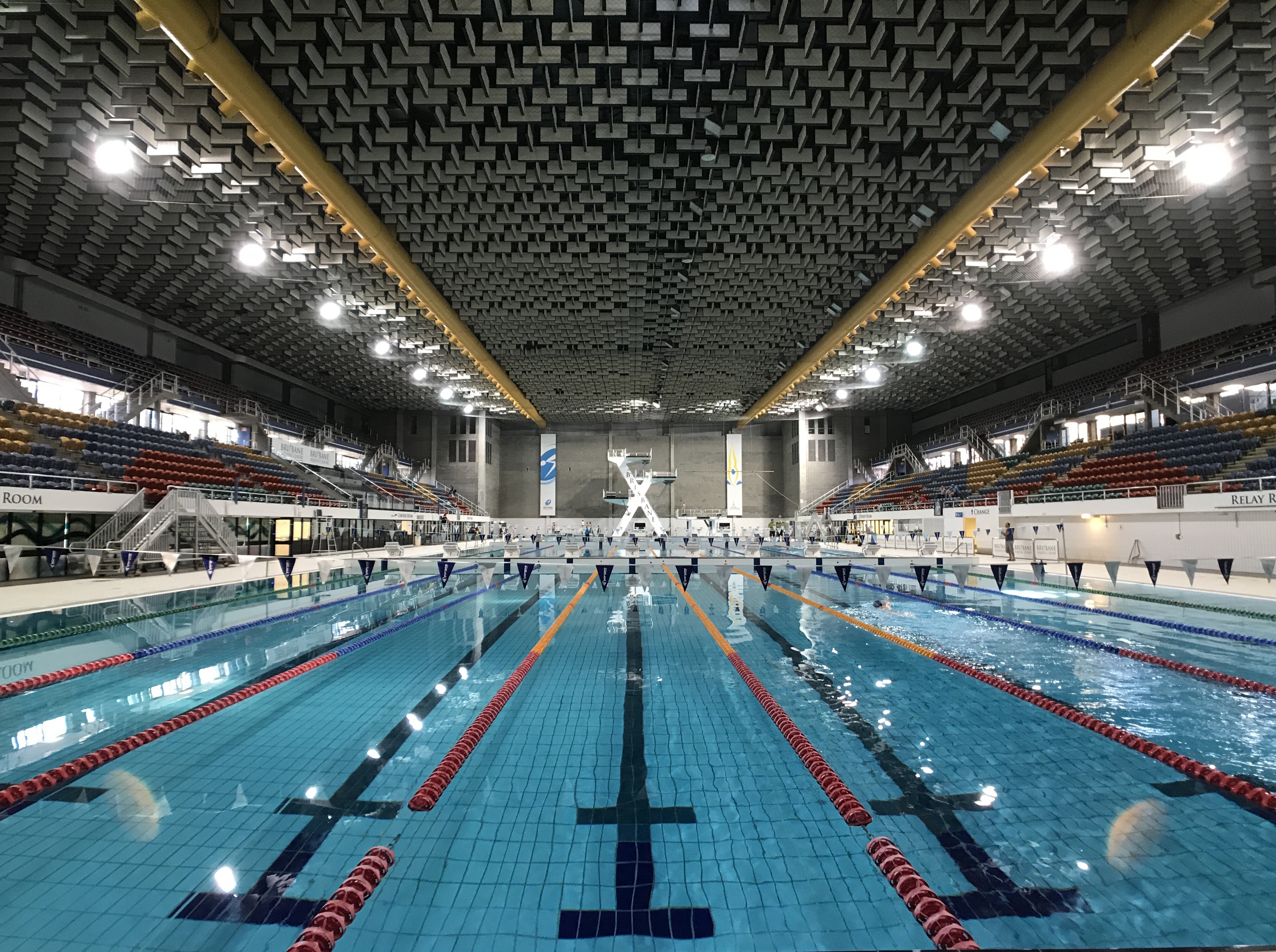
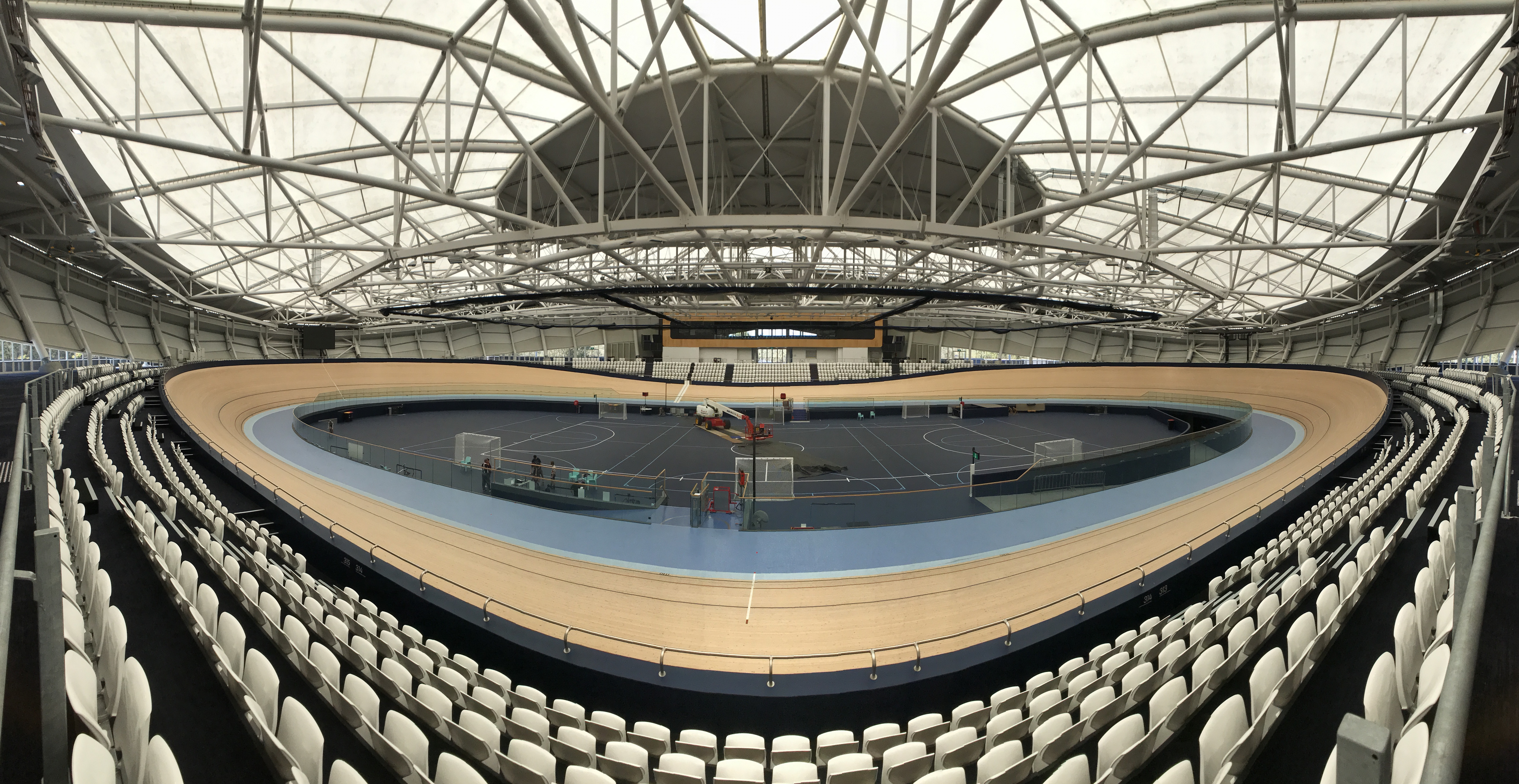
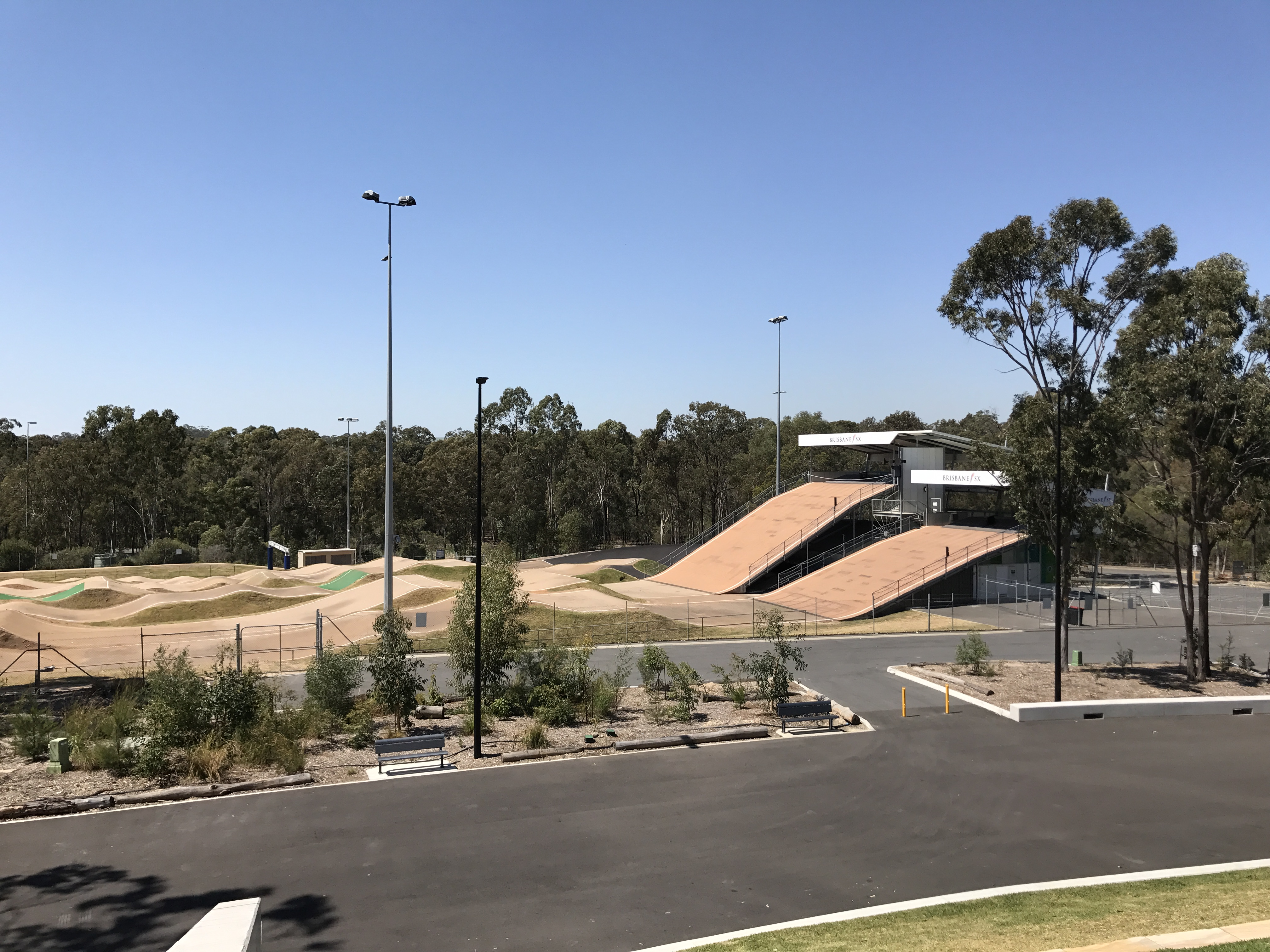
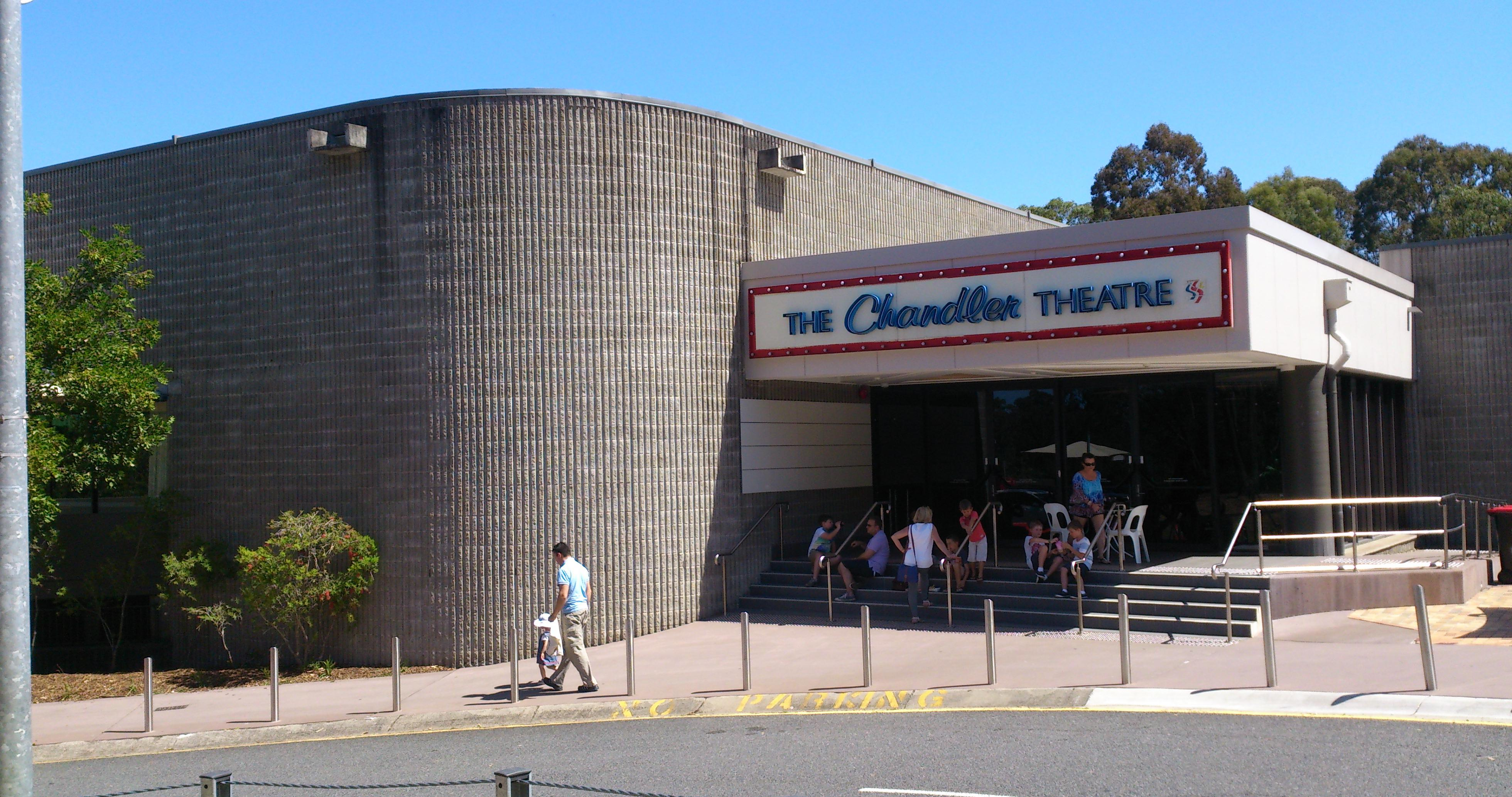